# Robert Adler

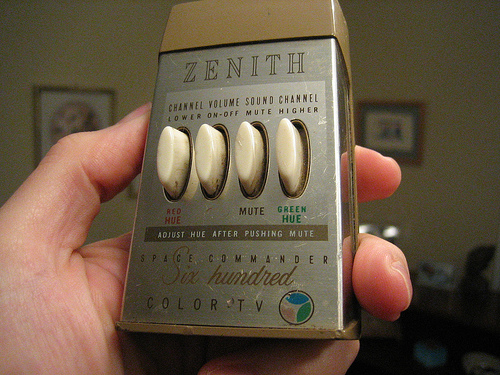
Zenith Space Commander 600, uno dei primi prototipi di telecomando.

Robert Adler (Vienna, 4 dicembre 1913 – Boise, 15 febbraio 2007) è stato un inventore austriaco naturalizzato statunitense.

## Biografia
Si laureò in fisica presso l'Università di Vienna nel 1937. Migrò negli Stati Uniti per sfuggire alla persecuzione degli ebrei, qui cominciò a lavorare per la Zenith Electronics nella divisione ricerca nel 1941. Durante la sua vita Adler sviluppò ben 180 brevetti di dispositivi elettronici. Durante la Seconda guerra mondiale Adler si occupò soprattutto di oscillatori ad alta frequenza e filtri elettromeccanici per gli apparati radio a bordo degli aeroplani. Adler è conosciuto per i suoi sviluppi nella tecnologia delle onde acustiche superficiali utilizzate negli schermi sensibili al tatto.
L'invenzione per la quale Adler è più noto è il telecomando senza fili per i televisori. Quello di Adler non fu il primo telecomando senza fili ma fu il primo ad essere funzionale. Il telecomando di Adler sfruttava onde sonore per comunicare col televisore invece della luce. Delle barrette di alluminio azionate da un bottone posto sul telecomando emettevano delle onde sonore ad alta frequenza interpretate poi dal televisore come comandi per cambiare canale o il volume. Negli anni sessanta Adler modificò il dispositivo in modo che utilizzasse ultrasuoni.
Nel 1963 Adler fu promosso prima vicepresidente, poi presidente ed infine direttore delle ricerche alla Zenith. Rimase consulente tecnico fino al 1997. Nel 1980 Adler vinse la medaglia Edison attribuita dall'IEEE. Nel 1997 Adler e Eugene Polley vinsero l'Emmy attribuito loro dalla National Academy of Television Arts and Sciences. Il suo ultimo brevetto risale al primo febbraio 2007 nel campo degli schermi sensibili al tatto. È morto a 93 anni nella sua casa, malato da tempo, a causa di un'insufficienza cardiaca.